# Des ruines et des hommes
 (juillet 2025).
Pour plus de détails, voir Fiche technique et Distribution.
Des ruines et des hommes est un court métrage français réalisé  Pierre Kast et Marcelle Lioret, sorti en 1959.

## Synopsis
Voyage au Pérou et au Brésil.

## Fiche technique
- Titre : Des ruines et des hommes
- Réalisation : Pierre Kast et Marcelle Lioret
- Photographie : André Bac
- Musique : Georges Delerue
- Production : Pathé Films
- Pays d'origine :  France
- Genre : Documentaire
- Durée : 13 min
- Date de sortie : 1959
- Visa : n° 22.716 (délivré le 20 octobre 1959)